# Candalides purpurea
Candalides purpurea är en fjärilsart som beskrevs av Grose-smith. Candalides purpurea ingår i släktet Candalides och familjen juvelvingar. Inga underarter finns listade i Catalogue of Life.